# Paul d’Abrest
Paul d’Abrest oder Frédéric Kohn-Abrest, eigentlich Friedrich Kohn, (* 4. Januar 1850 in Prag; † 25. Juli 1893 in Vöslau) war ein österreichischer Schriftsteller und Journalist böhmischer Herkunft, jüdischen Glaubens und französischer Staatsangehörigkeit.

## Leben
D’Abrest wurde als Friedrich Kohn in Prag geboren und kam schon mit zehn Jahren zu Verwandten nach Paris. Dort absolvierte er auch seine Schulzeit. 1877, mit 27 Jahren, wurde ihm auf Antrag die französische Staatsbürgerschaft verliehen; fortan führte er den Namen „Frédéric Kohn-Abrest“.
In Paris und später in Wien war d’Abrest als Korrespondent für verschiedene Zeitungen und Zeitschriften tätig. Zuletzt arbeitete er in Wien für Le Temps (Paris). Sein literarisches Schaffen entstand teilweise in deutscher, teilweise in französischer Sprache. Verschiedentlich publizierte er zusammen mit dem Freund und Kollegen Victor Tissot.
Im November 1877 heiratete d’Abrest in Wien Fanny Sulzer, die Tochter des berühmten Wiener Kantors Salomon Sulzer. D’Abrest kommt das Verdienst zu, in Paris die unvollendeten Memoiren Heinrich Heines entdeckt und der literarischen Welt zugänglich gemacht zu haben.
In einem Interview hat d’Abrest einmal angedeutet, sein Pseudonym könne durchaus als aus Brest interpretiert werden.
Paul d’Abrest starb mit 43 Jahren am 25. Juli 1893 in Vöslau.

## Werke
- (als „Paul DʼAbrest“): Streifzüge bei den Kriegführenden. In: Die Gartenlaube. Heft 27–40, 1877 (Volltext [Wikisource] – 10 Teile).
- Geschichten aus der Pariser Belagerung (1878)
- Zig-Zags en Bulgarie (Guerre d’Orient – Campagne de 1877). Préface de M. Jules Claretie, Paris 1879
- Vienne sous Francois Joseph I. (1888)